# Nobuyuki Anzai
安西 信行
Œuvres principales
- Flame of Recca (1995-2002)
- MÄR (2003-2006)
- MÄR Omega (2006-2007)
- Mixim 11 (2008-2011)

Nobuyuki Anzai (安西 信行, Anzai Nobuyaki) né le 19 août 1972 dans la préfecture de Chiba au Japon, est un auteur de manga.
Il a été l'assistant de Kazuhiro Fujita. En plus des séries qu'il a produite, il a aussi écrit un grand paragraphe dans les livres de la collection Pour les nuls dans Dessiner des mangas pour les nuls pour en apprendre plus sur les personnages de manga.

## Biographie
Il aimait les mangas depuis son enfance car les sports à par le baseball n'était pas diffusé donc il reproduisait les mangas même ceux auxquels il n'accrochait pas qu'il faisait l'effort de lire pour les redessiner « et tout cela avait constitué un environnement favorable pour que mon esprit se concentre sur le manga » a-t-il écrit dans le livre Dessiner des mangas pour Les Nuls. 

## Œuvres
- 1994 : Rocket Princess (?) (3 tomes)
- 1995 - 2002 : Flame of Recca (烈火の炎, Rekka no Honō?) (33 tomes)
- 2003 - 2006 : MÄR (Märchen Awakens Romance?) (15 tomes)
- 2006 : Crazy Maniax (?) (1 tome)
- 2006 - 2007 : MÄR Omega (MÄRΩ?) (4 tomes)
- 2008 - 2011 : Mixim 11 (MIXIM☆11?) (12 tomes)